# Saint-Nicolas de Ciney

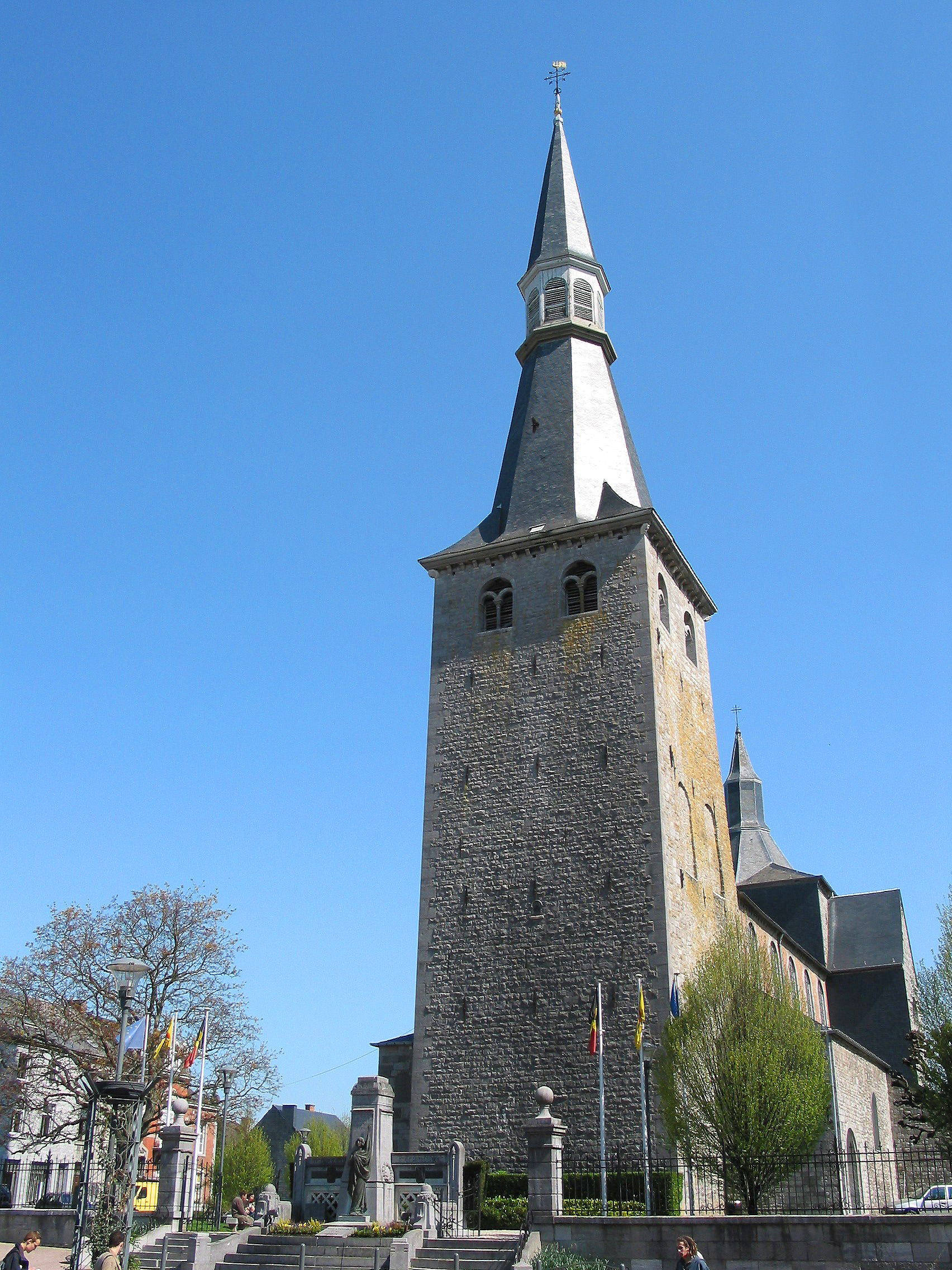
Stiftskirche St. Nicolas in Ciney, 2005

Saint-Nicolas de Ciney (französisch „Collégiale Saint-Nicolas“, niederländisch „Sint-Niklaaskerk“, wallonisch „Colégiale Sint-Nicolê“) ist eine Stiftskirche in der belgischen Stadt Ciney in der Provinz Namur.

## Geschichte und Architektur
Die Kirche befindet sich im Zentrum von Ciney am Place Monseu. Sie ist das imposanteste historische Gebäude der Region Condroz. Erstmals wurde hier 816 ein Kirchengebäude errichtet, das den Namen Collégiale Notre-Dame („Stiftskirche Unserer Lieben Frau“) trug und zu einem Stiftsherren-Kapitel gehörte. Der Stift wurde infolge der Französischen Revolution aufgelöst – Ciney gehörte seinerzeit zu Frankreich, ein Staat Belgien existierte noch nicht – und 1796 wurde die Kirche nach dem hl. Nikolaus in St. Nicole umbenannt.
Das heutige Gebäude besteht aus Teilen und Stilelementen, die aus verschiedenen Bauten, Erweiterungen und Umbauten vom 11. bis ins 19. Jahrhundert stammen. Der romanische Turm ist der älteste noch existierende Teil des Bauwerks und diente mit seinen mächtigen Mauern ursprünglich vermutlich als Wehrturm. Im sogenannten Kuh-Krieg (1275–1278) wurde Ciney belagert, und die Kirche brannte nieder. Nur der Turm blieb stehen. Einige Jahre später wurde ein neues Kirchenschiff gebaut. 1619 wurde dieser Teil der Kirche neugebaut. 1843 wurde die ganze Kirche wesentlich umgebaut. 2010 stürzte das Dach der Kirche bei einem Sturm ein, auch der Kirchturm büßte die Spitze ein.

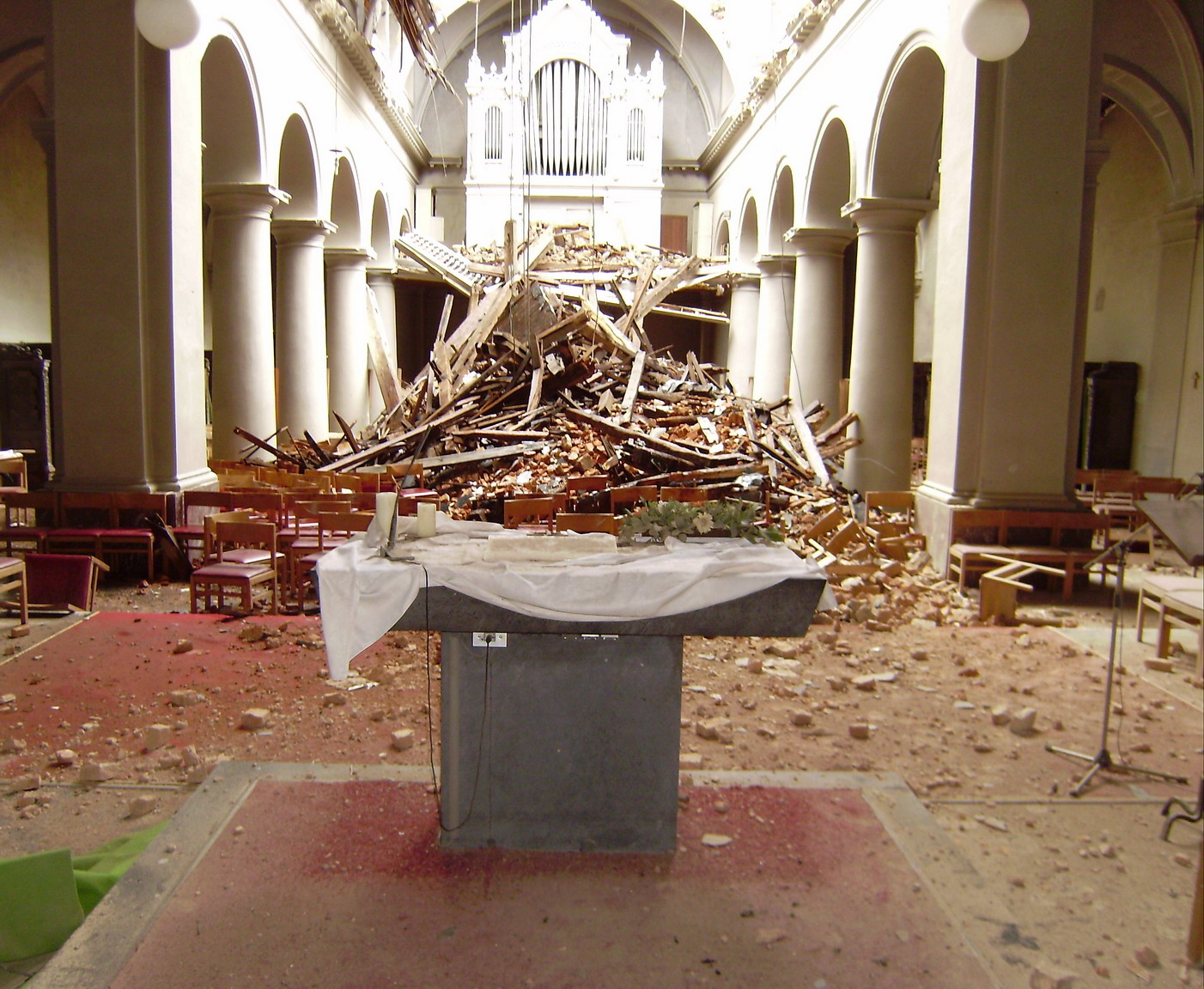
Mittelschiff mit Sturmschaden. (2010)